# Helichrysum zivojini
Helichrysum zivojini Černjavski & Soska – gatunek rośliny z rodziny astrowatych (Compositae Gis.). Występuje endemicznie w Macedonii Północnej. Rośnie między innymi na terenie Parku Narodowego Galiczica.

## Zastosowanie
Badania naukowe wykazały, że wyciąg z tej rośliny tłumi przetrwanie złośliwych komórek.